# Maundia
Maundia, monotipski biljni rod smješten u vlastitu porodicu Maundiaceae, dio reda žabočunolike. Endem je u australskim državama Novi Južni Wales i Queensland. 
Jedina vrsta je M. triglochinoides, rizomski hidrogeofit koji raste po močvarama, kanalima, lagunama i plitkim potocima, dubine 30 do 60cm. Cvate u toplijim mjesecima, od studenoga do siječnja.

## Sinonimi
- Triglochin maundii F.Muell., nom. provis.
- Triglochin triglochinoides (F.Muell.) Druce